# Miroslav Vanino
Miroslav Vanino (Zagreb, 10. listopada 1879. – Zagreb, 6. prosinca 1965.), bio je hrvatski isusovac i crkveni povjesničar.

## Životopis
Bio je profesor i odgajatelj u Isusovačkoj klasičnoj gimnaziji u Travniku. Studirao je teologiju u Leuvenu te zmeljopis i povijest u Beču. Godine 1922. imenovan je rektorom Filozofsko-teološkog instituta Družbe Isusove u Zagrebu.
Pokrenuo je i uređivao časopis za Croatia sacra te časopis Vrela i prinosi.